# Delta County, Michigan
Delta County är ett administrativt område i delstaten Michigan, USA. År 2010 hade countyt 37 069 invånare. Den administrativa huvudorten (county seat) är Escanaba. 

## Geografi
Enligt United States Census Bureau har countyt en total area på 5 158 km². 3 030 km² av den arean är land och 2 128 km² är vatten.  

### Angränsande countyn
- Alger County - nord
- Schoolcraft County - öst
- Leelanau County - sydost
- Door County, Wisconsin - syd
- Menominee County - väst
- Marquette County - nordväst